# 余統
余統（1431年—？），字承之，號約軒，廣東廣州府新會縣人，明朝政治人物。進士出身。

## 生平
廣東鄉試第八十二名。成化二年（1466年）丙戌科會試第二百十八名，殿試登進士第三甲第八十二名。

## 家族
開平余漢老兒子余詳翁之後代，曾祖父余華政，曾祖母黃氏、鄺氏、楊氏、鄭氏。祖父余妙成，祖母黃氏。父亲余添瑞，字宗琳，南京御史，母李氏。姑父上凌人譚宏昱。妻黃氏。弟余肆，字習之，號慎齋，娶開平登名都謝祿之女，侄子二，長侄余敬，弘治进士，妻周氏（子三，時俊、時傑、時偉）、趙氏，次侄余章，侄婿伍義孫。侄孫男十個，時俊（趙氏）、時傑（伍氏）、時偉（梁氏），皆余敬之子。余章子時遂、時述、時通、時遇、時選、時達。侄孫女四個，分別嫁李北拱、周世英、何士英，皆余敬之婿。。